# Aletris
Aletris (lat. Aletris), rod trajnica iz porodice Nartheciaceae, dio reda Dioscoreales. Postoji dvadesetak vrsta iz Sjeverne Amerike i jugoistočne Azije.
Tipična je A. farinosa, ljekovita biljka s istoka Sjeverne Amerike, od Hudsonovog do Meksičkog zaljeva, koja djeluje kao sedativ, laksativ, antiflatulent i antispazmodik

## Vrste
1. Aletris alpestris Diels
2. Aletris aurea Walter
3. Aletris bracteata Northr.
4. Aletris capitata F.T.Wang & Tang
5. Aletris cinerascens F.T.Wang & Tang
6. Aletris farinosa L.
7. Aletris foliata (Maxim.) Makino & Nemoto
8. Aletris foliolosa Stapf
9. Aletris foliosa (Maxim.) Bureau & Franch.
10. Aletris glabra Bureau & Franch.
11. Aletris glandulifera Bureau & Franch.
12. Aletris gracilis Rendle
13. Aletris laxiflora Bureau & Franch.
14. Aletris lutea Small
15. Aletris megalantha F.T.Wang & Tang
16. Aletris nana S.C.Chen
17. Aletris obovata Nash
18. Aletris pauciflora (Klotzsch) Hand.-Mazz.
19. Aletris pedicellata F.T.Wang & Tang
20. Aletris scopulorum Dunn
21. Aletris simpliciflora R.Li & Shu D.Zhang
22. Aletris spicata (Thunb.) Franch.
23. Aletris stenoloba Franch.
24. Aletris × tottenii E.T.Browne
25. Aletris yaanica G.H.Yang